# ПБС (глушитель)
ПБС (рус. Прибор Бесшумной Стрельбы) — советский надульный многокамерный глушитель расширительного типа, разработанный в НИИ-61 (ЦНИИТочМаш, г. Климовск) под штатное стрелковое оружие калибра 7,62×39 мм советского пехотного взвода (автоматы семейства АК/АКС, карабин СКС и Ручной пулемёт Калашникова) для вооружения разведывательно-диверсионных частей и подразделений войсковой разведки ВС СССР. Бесшумность стрельбы достигалась только при использовании совместно со специальными боеприпасами УС (индекс ГРАУ 57-Н-231У), которые отличались от стандартных утяжелённой пулей с уменьшенной начальной скоростью. ПБС позволяет вести действительный прицельный огонь из АКМ на дальностях до 400 м.

## История создания и совершенствования
Необходимость создания глушителя возникла в связи с изменением тактики действий стрелковых подразделений в начале 50-х годов. Как было указано в техническом задании на разработку, основная цель создания ПБС — обеспечение успешных боевых действий в засаде, разведке, условиях ночного боя и в тылу противника.
Одновременно с глушителем в НИИ-61 под руководством конструктора М. А. Кузьминой началась разработка новой номенклатуры боеприпасов 7,62×39 мм с уменьшенной начальной скоростью пули, причем к этому процессу были привлечены создатели патрона обр. 1943 года Н. М. Елизаров и Б. В. Сёмин.
К декабрю 1954 года было закончена работа над:
- чертежами 7,62-мм патрона обр. 1943 года с уменьшенной начальной скоростью пули,
- чертежами на ПБС к СКС, АК, и РПД,
- проектом ТУ НИИ-61 МОП на производство и приемку партии 7,62-мм патронов с уменьшенной начальной скоростью пули,
- чертежами контрольно-измерительного инструмента для массового производства патрона,
- расчетами на входимость нового патрона в патронник.

Кроме этого, была собрана опытная партия (30 000 штук) 7,62-мм боеприпасов образца 1943 года с пулей УС ОП02-Е-61, изготовлены 6 экземпляров ПБС для СКС, АК и РПД, а также — завершена разработка программы заводских испытаний.
С 16 декабря 1954 года по 20 января 1955 года на базе НИИ-61 были проведены заводские испытания изделия ПБС и нового боеприпаса к нему. Результаты были признаны удовлетворительными.
С 18 февраля по 18 марта 1955 года в НИИПСВО прошли полигонные испытания изделия ПБС и боеприпаса к нему. Для сравнения показателей использовались штатные винтовки образца 1891/1930 года с глушителями «Брамит» и пулемёты РП-46 со штатными приборами бесшумной стрельбы. Результаты были признаны неудовлетворительными требованиям ТТТ ГАУ № 006029 по целому ряду параметров: эффективности глушения звука выстрела, бездымности, стабильности боя, живучести обтюраторов и т. д.
На устранение выявленных недостатков ушло 8 месяцев, для этого конструкция прибора была полностью переработана. Кроме этого, некоторым изменениям подверглась и конструкция пули УС, например, для повышения пробивного действия был введен стальной сердечник и откорректированы диаметральные габариты ведущей части.
В декабре 1955 года на базе НИИ-61 были проведены повторные заводские испытания, которые были признаны успешными.
В период с 13 февраля по 14 апреля 1956 года состоялись повторные полигонные испытания прибора ПБС, которые, несмотря на ряд нерешенных проблем, также были признаны успешными. В отчете прибор рекомендовался для войсковых испытаний.
Несмотря на принятие в 1956 году изделия ПБС на вооружение, уточнение углов прицеливания во всем диапазоне дистанций огневого контакта продолжалось на полигонах ГРАУ и НИИ-61 вплоть до конца 1957 года.
Войсковые испытания прошли в 1958 году, было выяснено, что оснащение расчетов ручных пулеметов РПД приборами ПБС нецелесообразно с точки зрения тактики боевого применения, a ПБС под СКС не рекомендовали к производству ввиду того, что самозарядный карабин выпадал из новой системы вооружения пехоты.
Изначально, производство ПБС вместе с боеприпасами УС было развернуто на мощностях НИИ-61. В 1962 году, с некоторыми модификациями, под обозначением ПБС-1 оно было перенесено на Ижевский машиностроительный завод. Выпуск патронов УС был передан на завод № 711 (Климовский штамповочный завод).
Проведённый комплекс мероприятий по доработке ПБС так и не позволил справиться с его основными недостатками: высокой загазованностью (дымностью) в районе позиции стрелка, нестабильной работой газового двигателя автомата и недостаточной кучностью огня, что послужило причиной возрастания интереса к стрелковым системам с интегрированными глушителями. Работы в этом направлении привели к появлению АС ВАЛ и ВСС «Винторез».
В начале XXI века конструкторские решения, использованные в ПБС, после некоторой доработки нашли применение в глушителях под автоматы семейства АК, поставляемые сторонними разработчиками на рынок гражданского вооружения в США.

## Конструкция
Конструкционно изделие ПБС представляет собой полый металлический цилиндр, изготовленный из двух шарнирно соединённых полуцилиндров для облегчения доступа и повседневного ухода. В полости каждого полуцилиндра располагается по 12 стальных полукольцевых перегородок, которые крепятся к полуцилиндрам зачеканиванием в радиальные проточки. Соединение корпуса с головкой глушителя осуществляется путём резьбы. Обтюраторы изготавливались из морозостойкой резины (смесь 4РИ-304А на основе каучука СКБМ) и представляли собой сплошную резиновую пробку внутри металлической обоймы.
Головки приборов ПБС под карабин СКС и пулемёт РПД отличались лишь узлом крепления к ствольной части оружия. Для этого у карабина имелась в наличии струбцина с прижимным винтом, a у пулемёта — лыски под гаечный ключ. Головка прибора к автомату АК была оснащена дополнительной расширительной камерой в виде крышки, навинчивающейся на патрубок головки, соединяющий ПБС со стволом оружия.

## Тактико-технические характеристики

### Прибора ПБС
| Параметр                    | Вариант под СКС | Вариант под АКМ | Вариант под РПД |
| --------------------------- | --------------- | --------------- | --------------- |
| Масса, г                    | 500             | 435             | 434             |
| Максимальный диаметр, мм    | 53              | 53              | 53              |
| Увеличение длины оружия, мм | 157             | 152             | 157             |

### Патрона УС
| Параметр                                                                    | Значение           |
| --------------------------------------------------------------------------- | ------------------ |
| Масса патрона УС, г                                                         | 21,12—20,32        |
| Длина патрона УС, г                                                         | 55,00—56,00        |
| Пулеизвлекающее усилие, кг                                                  | 35—100             |
| Масса пули, г                                                               | 13,15—13,35        |
| Длина пули, мм                                                              | 33,10—33,50        |
| Объём зарядной каморы (по чертежу / фактически), см3                        | 1,53 / 1,46        |
| Плотность заряжания (по чертежу / фактически при массе заряда 0,567 г), см3 | около 0,37 / 0,391 |
| Среднее давление пороховых газов, кг/см3                                    | не более 1600      |

## Варианты

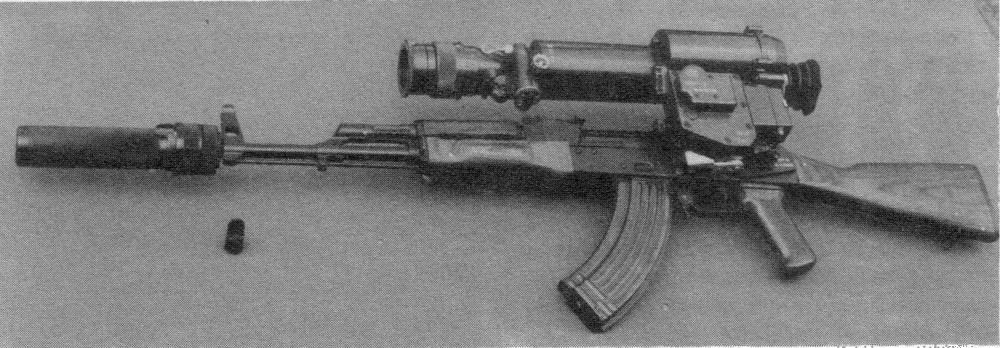
Автомат АКМЛ с глушителем ПБС-1 и ночным прицелом НСП-3

- ПБС-1 — вариант прибора ПБС, модернизированный специалистами завода Ижмаш для увеличения технологичности массового производства. Основные усовершенствования коснулись корпуса прибора, который стал изготовляться из стальной трубы и сепаратора, который набирался из шайб, скреплённых тремя винтами[4]. Как показали испытания, дульное пламя на срезе ствола полностью исключалось, помимо этого было достигнуто снижение уровня звука выстрела до 130—135 дБ[10]. При этом боевое использование с каким-либо оружием, помимо автомата Калашникова не предусматривалось.
- конструктивный аналог ПБС-1 для автомата АКМ был разработан в 1999 году и 15 сентября 2000 года — запатентован на Украине, его производство освоено НПО «Форт». Ресурс глушителя без замены резиновой шайбы составляет 200 выстрелов[11]

## В массовой культуре
- Прибор ПБС-1, как элемент дополнительного оснащения игровых персонажей, присутствует в тактической компьютерной игре Бригада Е5: Новый альянс, Escape From Tarkov.